# Хайндман, Рой
Рой Д. Хайндман (англ. Roy D. Hyndman; 20 апреля 1940 — 16 мая 2023) — канадский геофизик, исследователь тектонических процессов в зонах субдукции, директор Тихоокеанского центра наук о Земле. Президент Канадского геофизического союза, член Королевского общества Канады, лауреат серебряной медали Дж. Тузо Уилсона (Канадский геофизический союз, 2001) и медали Логана (Геологическая ассоциация Канады, 2017).

## Биография
Родился 20 февраля 1940 года. Учился в Университете Британской Колумбии, где получил степень бакалавра по специальности «инженер-физик», а затем степень магистра по геофизике. Продолжил обучение в Австралийском национальном университете, защитив докторскую диссертацию по геофизике.
С 1967 по 1974 год преподавал на отделении геофизики и работал в океанографическом институте Университета Дэлхаузи с перерывом на год, который провёл в Университете Британской Колумбии. После этого вернулся в Британскую Колумбию, чтобы работать в только что открывшемся Тихоокеанском центре наук о Земле.
С 1975 года сотрудник Тихоокеанского центра наук о Земле (в 1981—1983 годах главный научный сотрудник, в 1983—1987 годах директор, с 2012 года эмеритизированный научный сотрудник). В 1974—1975 годах был приглашённым профессором в Институте физики Земли в Париже, в 1987—1988 годах в Кембриджском университете. С 1986 года адъюнкт-профессор в школе наук о Земле и океанографии Университете Виктории. Под руководством Хайндмана защищено около 20 магистерских и докторских диссертаций и 5 постдокторатов.
Занимал пост президента Канадского геофизического союза, был членом Королевского общества Канады, членом Американского геофизического союза, редактором издания Journal of Geophysical Research. Занимал также должности председателя консультативного совета проекта SAFOD (Глубинная обсерватория Сан-Андреасского разлома, США) и учёного совета проекта Lithoprobe (Канада). Умер в мае 2023 года после непродолжительной борьбы с раком, оставив после себя жену Дженни и двоих сыновей.

## Вклад в науку
За научную карьеру Рой Хайндман опубликовал более 250 статей в рецензируемых журналах и сборниках по темам океанографии и наук о Земле. Индекс Хирша его работ достигает 64 (64 публикации цитировались не менее 64 раз каждая). Признанием пользуются его работы в областях термического состояния литосферы, тепловых потоков в аккреционных призмах, электрических характеристик и содержания жидкостей в нижних слоях континентальной коры.
В годы работы в Университете Дэлхаузи вёл геомагнитное картографирование подводной окраины восточной Канады, изучал океанические тепловые потоки в районе Срединно-Атлантического хребта, морей Баффина и Лабрадор. На основе полученных геомагнитных данных в 1972 году впервые сформулировал собственную теорию происхождения зон субдукции, в которой было принято во внимание движение литосферных плит относительно залегающей под ними мантии Земли.
Теория мегатолчков в термически контролируемых зонах субдукции, сформулированная Хайндманом, заложила основу для оценки рисков крупных землетрясений в регионе Каскадии. Его исследования серпентинизации преддугового бассейна мантии оказали влияние на дальнейшее направление изучения зон субдукции во всём мире. Точность созданной Хайндманом модели разлома Королевы Шарлотты, предполагающей очень большой наклон плиты и диагональный сброс, подтвердилась в 2012 году, когда у островов Хайда-Гуай произошло землетрясение магнитудой 7,8. Хайндман занимался также континентальной геодинамикой, и его модель передачи напряжений в зонах с тонкой корой лежит в основе исследований геодинамики северной части Канадских Кордильер.
В 2001 году вклад Хайндмана в науку был отмечен медалью Дж. Тузо Вильсона Канадского геофизического союза, а в 2017 году он был удостоен медали Логана — высшей награды Геологической ассоциации Канады. В конце 2022 года была учреждена премия Роя Хайндмана, вручаемая за исследования в области океанографии.